# Matthias Legler
Matthias Legler es un deportista de la RDA que compitió en bobsleigh en la modalidad cuádruple.
Ganó una medalla de plata en el Campeonato Mundial de Bobsleigh de 1985 y una medalla de plata en el Campeonato Europeo de Bobsleigh de 1984.

## Palmarés internacional
| Campeonato Mundial | Campeonato Mundial | Campeonato Mundial | Campeonato Mundial |
| Año                | Lugar              | Medalla            | Prueba             |
| ------------------ | ------------------ | ------------------ | ------------------ |
| 1985               | Cervinia (Italia)  | Medalla de plata   | Cuádruple          |
| Campeonato Europeo |                    |                    |                    |
| Año                | Lugar              | Medalla            | Prueba             |
| 1984               | Igls (Austria)     | Medalla de plata   | Cuádruple          |